# Spogliarello

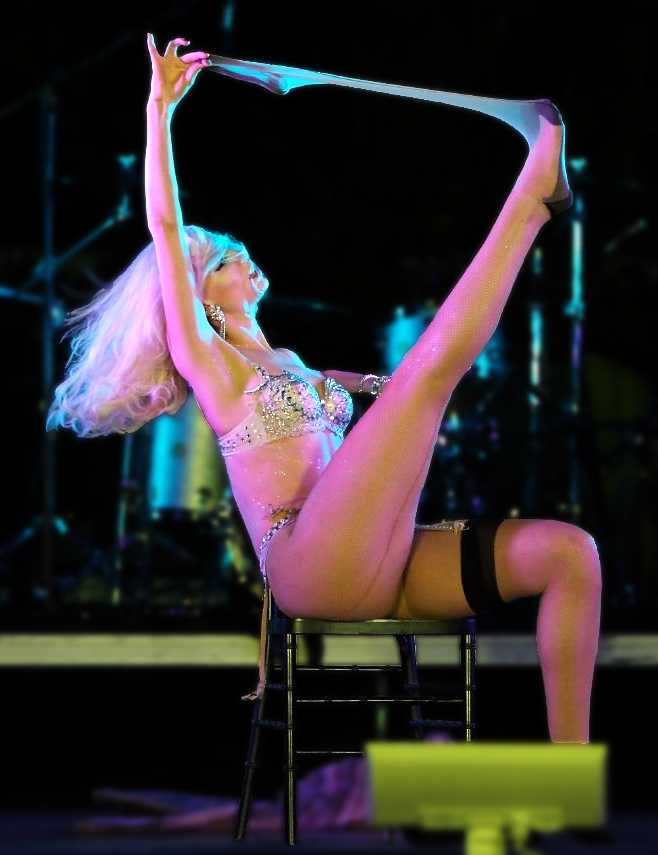
La ballerina di burlesque americana Lola Bel Aire esegue uno spogliarello tradizionale.

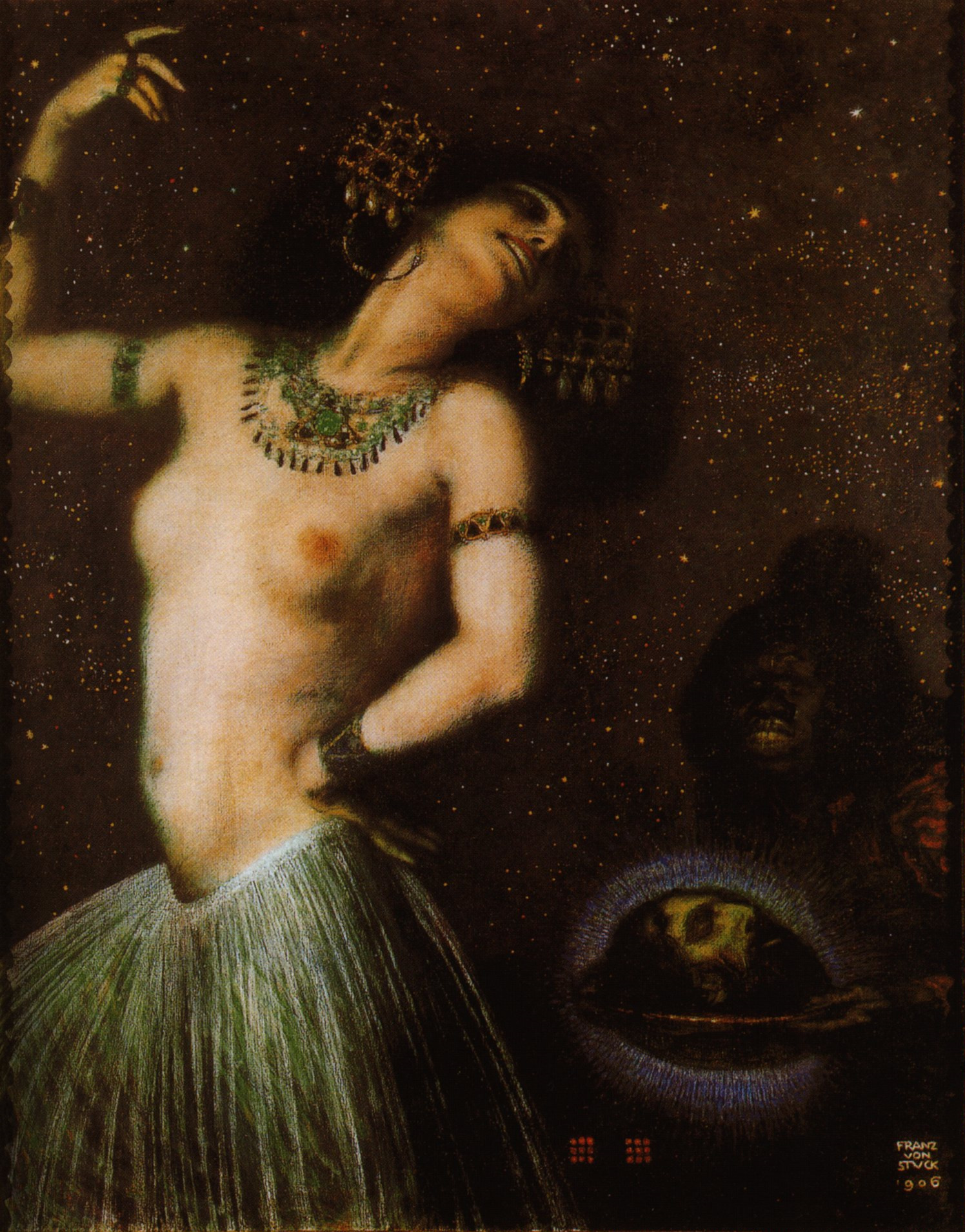
Franz von Stuck, La danza di Salomè (1906)

Uno spogliarello, o striptease secondo la nomenclatura di lingua inglese, è una danza erotica o esotica in cui l'esecutore o esecutrice si spoglia gradualmente, in parte o completamente, in modo seducente e sessualmente suggestivo. La persona che esegue uno spogliarello è comunemente conosciuta come una "spogliarellista" o una "danzatrice esotica".
Lo spogliarello comporta spogliarsi in modo lento e sensuale. La spogliarellista può prolungare la svestizione con tattiche ritardanti come l'indossare vestiti aggiuntivi o mettere vestiti o mani davanti a parti del corpo appena svestite come il seno o i genitali. L'enfasi è sull'atto di spogliarsi insieme a movimenti sessualmente suggestivi, piuttosto che sullo stato di spogliarsi. In passato, l'esibizione spesso terminava non appena terminava la svestizione, anche se le spogliarelliste di oggi di solito continuano a ballare nude. Il costume che la spogliarellista indossa prima di spogliarsi può far parte dell'atto. In alcuni casi, l'interazione del pubblico può far parte dell'atto, con il pubblico che esorta la spogliarellista a togliersi più vestiti o la spogliarellista che si avvicina al pubblico per interagire con loro.
Lo spogliarello e la nudità pubblica sono stati soggetti a divieti legali e culturali e ad altre considerazioni estetiche e tabù. Le restrizioni sulle sedi possono essere dovute a requisiti e vincoli di licenza delle sedi e un'ampia varietà di leggi nazionali e locali. Queste leggi variano considerevolmente in tutto il mondo e anche tra le diverse parti dello stesso paese.
All'interno del mondo dello spettacolo, è stato uno dei numeri centrali del genere teatrale chiamato burlesque.

## Antica arte di seduzione
La capacità di mostrarsi gradatamente in intimità è un'antica arte di seduzione, perlopiù femminile.
Un antecedente viene ricordato nella nudatio mimarum dei ludi florales dell'antica Roma. Secondo la tradizione, Catone si allontanò dal teatro una volta accortosi che il popolo, per rispetto alla sua persona, non richiedeva la nudatio mimarum, ma Marziale stigmatizzò questo comportamento con i versi:
Festosque lusus et licentiam volgi,

Cur in theatrum, Cato severe, venisti?

gli allegri giochi e la sfrenatezza del popolo,

perché sei entrato in teatro, o severo Catone?

O sei entrato solo per uscirne?»
(Marziale, Epigrammi, libro I, prologo)
Altri riferimenti risalenti all'antichità romana riguardano la danza dei sette veli di Salomè, accennata nei Vangeli e riportata da Giuseppe Flavio, tante volte ripresa in opere teatrali.

### Tradizione francese

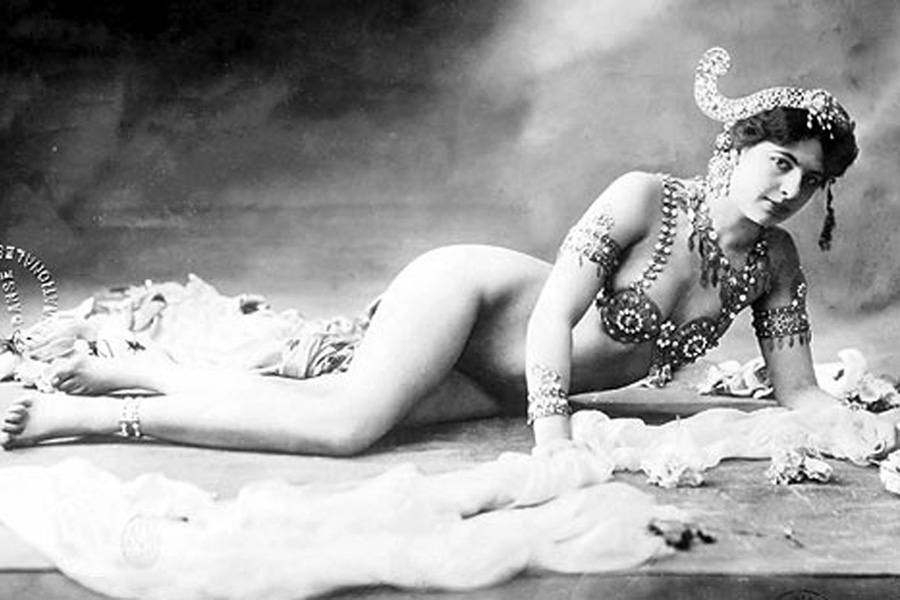
Mata Hari. La parte più celebrata del suo spettacolo teatrale è stata il progressivo spogliarsi dei suoi vestiti fino a quando non ha indossato solo un reggiseno ingioiellato e alcuni ornamenti sulle braccia e sulla testa

Negli anni 1880 e 1890, spettacoli parigini come il Moulin Rouge e Folies Bergère erano caratterizzati da donne attraenti e poco vestite che ballavano. In questo ambiente, uno striptease nel 1890 mostrava una donna che lentamente si toglieva i vestiti nella vana ricerca di una pulce che strisciava sul suo corpo. The People's Almanac attribuisce all'atto l'origine dello spogliarello moderno.
Nel 1905, la famigerata e tragica ballerina olandese Mata Hari, successivamente uccisa come spia dalle autorità francesi durante la prima guerra mondiale, ebbe un successo immediato grazie al suo spogliarello al Museo Guimet. La parte più celebrata del suo spettacolo è stata il progressivo spogliarsi dei vestiti fino a quando non ha indossato solo un reggiseno ingioiellato e alcuni ornamenti sulle braccia e sulla testa. Un altro spettacolo fondamentale fu l'apparizione al Moulin Rouge nel 1907 di un'attrice di nome Germaine Aymos, entrata vestita solo di tre piccolissime conchiglie.
Negli anni '20 e '30 la famosa Joséphine Baker ballò in topless nella "danse sauvage" alle Folies e altre esibizioni simili furono fornite al Bal Tabarin. Questi spettacoli erano notevoli per la loro sofisticata coreografia e spesso vestivano le ragazze con paillettes e piume sfarzose. Nel suo libro del 1957 Mythologies, semiotico Roland Barthes ha interpretato questo spogliarello parigino come uno "spettacolo mistificante", un "rituale rassicurante" dove "il male è pubblicizzato per impedirlo ed esorcizzarlo". Negli anni '60 venivano proposti spettacoli "completamente nudi" in luoghi come Le Crazy Horse Saloon.

### Tradizione americana
Negli Stati Uniti, lo spogliarello è iniziato nelle fiere e nei teatri di burlesque e ha visto protagoniste spogliarelliste famose come Gypsy Rose Lee e Sally Rand. La trapezista vaudeville Charmion (1875-1949), eseguì uno spogliarello sul palco già nel 1896, che fu ripreso nel film di Edison del 1901, Trapeze Disrobing Act. Un'altra pietra miliare per lo striptease americano moderno è lo spettacolo forse leggendario al Minsky's Burlesque nell'aprile 1925 che ha ispirato il romanzo e il film The Night They Raided Minsky's.
Un'altra artista, Hinda Wausau (1906-1980), affermò di aver inavvertitamente inventato lo spogliarello nel 1928 quando il suo costume fu scosso durante una danza. Ai teatri di burlesque di New York era vietato tenere spettacoli di striptease grazie ad una legge del 1937, che portò al declino di questi "grindhouse" (dal nome dell'intrattenimento bump'n grind offerto). Tuttavia molte star dello striptease sono state in grado di lavorare in altre città e, alla fine, nei nightclub.
Gli anni '60 hanno visto una rinascita dello spogliarello sotto forma di topless go-go dancing. Questo alla fine si è fuso con la più antica tradizione del ballo burlesque. Carol Doda (1937-2015) del Condor Club nella quartiere North Beach di San Francisco ha il merito di essere la prima go-go dancer in topless il club aprì nel 1964 e la prima danza in topless di Doda avvenne la sera del 19 giugno di quell'anno.

### Tradizione britannica

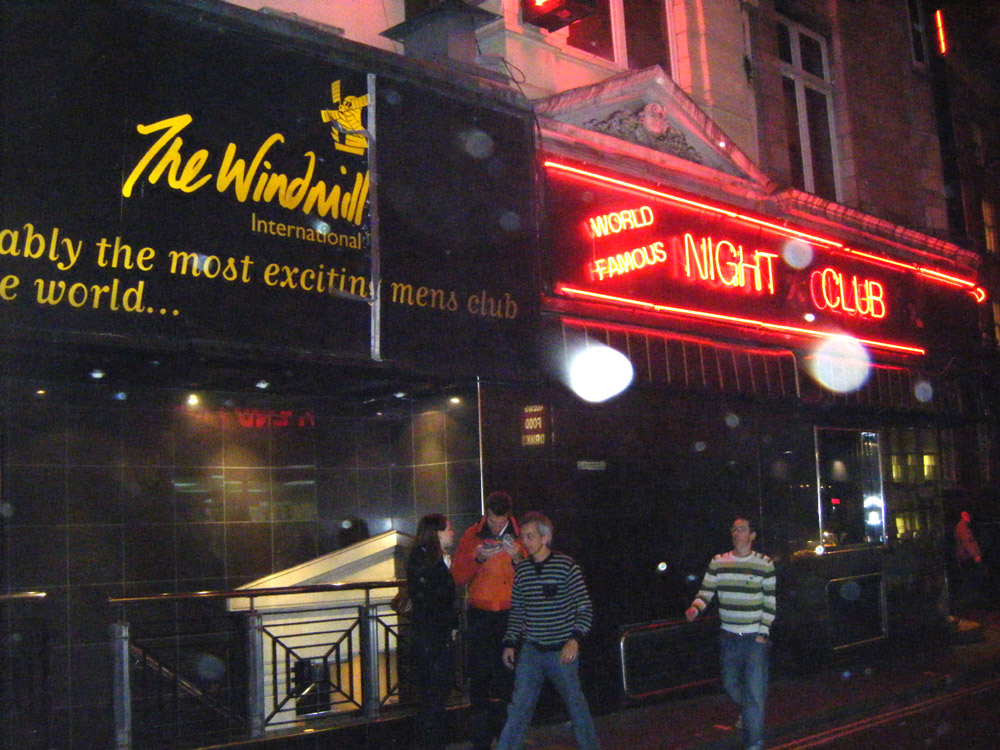
Il Windmill Theatre nel 2009

In Gran Bretagna negli anni '30, quando Laura Henderson iniziò a presentare spettacoli di nudo al Windmill Theatre di Londra. La legge britannica proibiva alle ragazze nude di muoversi. Per aggirare il divieto i modelli sono apparsi in tableaux vivants. Le ragazze Windmill hanno anche girato in altri teatri di Londra e provincia, a volte utilizzando dispositivi ingegnosi come funi rotanti per muovere i loro corpi, anche se in senso stretto, rispettando la lettera della legge senza muoversi di loro spontanea volontà. Un altro esempio del modo in cui gli spettacoli sono rimasti nel rispetto della legge è stato la fan dance, in cui il corpo di una ballerina nuda era nascosto dai suoi ventagli e da quelli dei suoi assistenti, fino alla fine del suo atto stando ferma.

Nel 1942, Phyllis Dixey (1914-1964) formò la sua compagnia di ragazze e affittò il Whitehall Theatre a Londra per mettere su una rivista chiamata The Whitehall Follies. Negli anni '50, gli spettacoli di striptease in tournée venivano usati per attirare il pubblico nelle sale da musica morenti. Arthur Fox iniziò i suoi spettacoli itineranti nel 1948 e Paul Raymond nel 1951. Paul Raymond in seguito prese in affitto la Doric Ballroom di Soho e aprì il suo club privato, il Raymond Revuebar nel 1958. Questo fu uno dei primi club privati di striptease in Gran Bretagna.

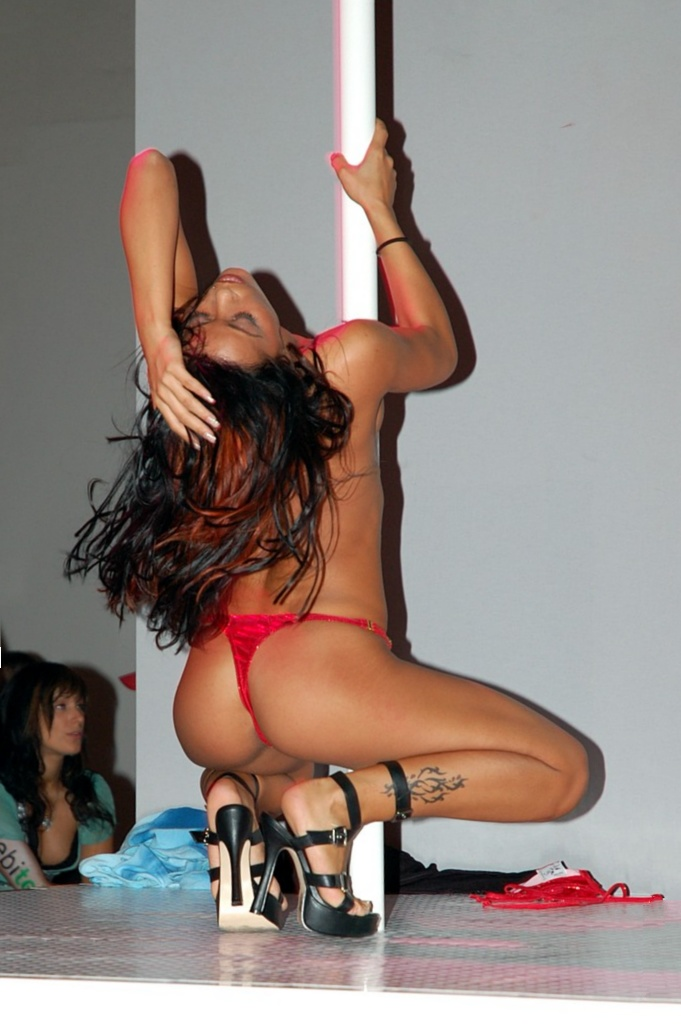
Una pole dancer che esegue uno spogliarello.

Negli anni '60, i cambiamenti nella legge portarono a un boom di strip club a Soho con balli "completamente nudi" e partecipazione del pubblico. Anche i pub venivano usati come un luogo, in particolare nell'East End con una concentrazione di tali locali nel distretto di Shoreditch. Questo spogliarello in un pub sembra essersi evoluto principalmente dal go-go dance in topless. Un'usanza interessante in questi pub è che le spogliarelliste camminino e raccolgano denaro dai clienti in una brocca di birra prima di ogni singola esibizione. Questa usanza sembra aver avuto origine alla fine degli anni '70, quando le ballerine go-go in topless iniziarono per la prima volta a raccogliere denaro dal pubblico come compenso per essere "completamente nudi".

### Giappone
Lo spogliarello è diventato popolare in Giappone dopo la fine della seconda guerra mondiale. Quando l'imprenditore Shigeo Ozaki ha visto Gypsy Rose Lee esibirsi, ha pubblicato la sua rivista di striptease nel quartiere Shinjuku di Tokyo. Durante gli anni '50, gli spettacoli di spogliarello giapponesi divennero più sessualmente espliciti e meno orientati alla danza, fino a quando non furono semplicemente spettacoli di sesso dal vivo.

## Lo spogliarello moderno
Lo spogliarello come esibizione erotica, atta a compiacere una platea di persone, si compie generalmente in teatri, locali dedicati a questo genere di manifestazioni (detti appunto strip club), in cui una o più ragazze si spogliano al suono di musica o in feste di addio al celibato o al nubilato.
Molti locali notturni devono gran parte della loro fama agli spettacoli di striptease. Tra questi forse quello storicamente più famoso è il Moulin Rouge di Parigi. In questo locale sono addestrate ogni anno decine di ragazze che formano attrazioni importanti per i molti visitatori stranieri.
Lo strip (abbreviazione di uso comune) può terminare quando chi lo esegue rimane con la sola biancheria intima o spingersi sino al nudo integrale.

## Spogliarelli celebri

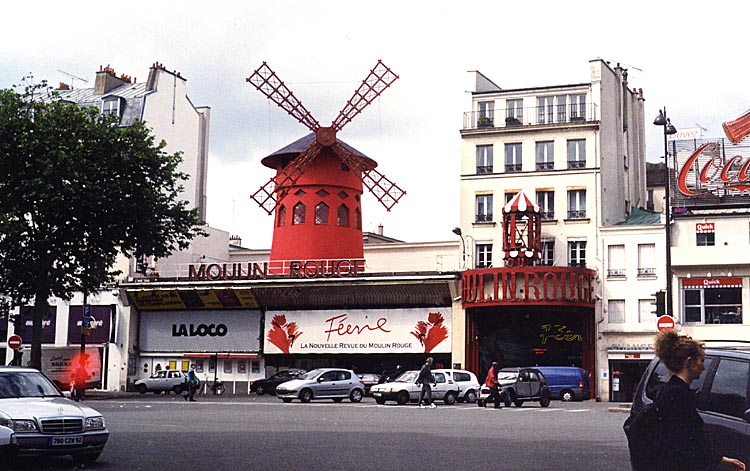
L'ingresso del Moulin Rouge di Parigi

### Teatro
Famose spogliarelliste sono state anche attrici e pin-up statunitensi del genere teatrale chiamato burlesque, come Gypsy Rose Lee e Tempest Storm.

### Cinema
Nel cinema internazionale, non solo di genere erotico, questa forma di seduzione ha goduto di attenzioni particolari, tanto che alcune scene di strip sono entrate nell'immaginario collettivo.
Tra queste si ricordano quelli di:
- Vicky Ludovisi in Audace colpo dei soliti ignoti (1959)
- Nadia Gray in La dolce vita (1960)[14]
- Sophia Loren per Marcello Mastroianni nel film Ieri, oggi, domani (1963), per poi citare la scena sempre con Mastroianni, entrambi oramai attempati, in Prêt à porter (1994)
- Jane Fonda in Barbarella (1968)
- Britt Ekland in Quella notte inventarono lo spogliarello (1968)
- Kim Basinger per Mickey Rourke in 9 settimane e ½ (1985)
- Jamie Lee Curtis per Arnold Schwarzenegger in True Lies (1994)
- Demi Moore in Striptease (1996)
- Robert Carlyle, Mark Addy, Steve Huison, Tom Wilkinson, Paul Barber e Hugo Speer in Full Monty - Squattrinati organizzati (1997)
- Regina Orioli in Gallo cedrone (1998)
- Paz Vega in Lucía y el sexo (2001)
- Eva Green in The Dreamers (2003)
- Channing Tatum in Magic Mike (2012)

### Televisione
- Con la liberalizzazione dell'emittenza televisiva italiana (1976) erano popolari rubriche con spettacoli di spogliarello, trasmesse da numerose televisioni locali, la quale più famosa era Aria di mezzanotte, condotta dal noto presentatore Enzo Tortora e trasmessa dall'emittente lombarda Tele Alto Milanese.
- Le consorziate televisive (o syndication) trasmettevano a partire dal 1980 una rubrica condotta da Paolo Mosca, Playboy di mezzanotte, sponsorizzata dalla nota rivista per soli uomini.
- Nel 1983 Rai 2 trasmetteva la rubrica Il cappello sulle ventitré, con un numero raffinatissimo di Rosa Fumetto, nota soubrette del teatro parigino Crazy Horse.
- A partire dal 1987, trasmesso dal network Italia 7, il popolarissimo programma a quiz Colpo grosso, condotto da Umberto Smaila, dove le vincite dei concorrenti d'ambo i sessi permettevano lo spogliarello di una o più soubrette. Il programma è stato esportato in numerosi stati tra cui la Germania con il titolo Tuttifrutti.

### Strip pubblici
Nel mondo dello spettacolo si è fatto a volte ricorso allo spogliarello come attrazione per il grande pubblico. Si ricordano in proposito le performance delle attrici Sabrina Ferilli al Circo Massimo e di Anna Falchi allo Stadio Olimpico di Roma. Entrambe, dopo averlo promesso durante il campionato si esibirono in una sorta di strip (parziale) per festeggiare assieme ai tifosi la conquista di un importante trofeo da parte della loro squadra.